# Impages maryleeae
Impages maryleeae is een slakkensoort uit de familie van de Terebridae. De wetenschappelijke naam van de soort is voor het eerst geldig gepubliceerd in 1965 door R.D. Burch.